# Музей миниатюрной книги имени В.А. Разумова
Музей миниатюрной книги имени В.А. Разумова — единственный государственный музей миниатюрной книги в СНГ.
Расположен в городе Горловке  по адресу: проспект Победы, 57.
В основу экспозиции музея положена коллекция Вениамина Александровича Разумова, инженера-строителя из Горловки. Он собирал эту коллекцию много лет. Его именем впоследствии был назван музей.
В 1996 году музей получил статус государственного.
В музее хранятся более 10 000 миниатюрных и микрокниг (по состоянию на октябрь 2013 года). Максимальный размер книг в коллекции порядка 100 миллиметров. Минимальные экземпляры по размеру сопоставимы с маковым зерном.
В музее хранится том, включающий два произведения Александра Сергеевича Пушкина, который в 60 раз меньше макового зерна. Некоторые экземпляры книг изготовлены в XVIII и XIX веках. Есть книги, побывавшие в космосе. Уникальны два экземпляра из Эфиопии (XVI век). В музее хранится миниатюрная книга, выполненная из берёсты.
Кроме книг, в экспозиции есть микроминиатюры на человеческом и конском волосе.
Помимо научной работы, коллектив музея проводит так же просветительскую, регулярно устраивая мероприятия для школьников и студентов.